# Conacmella vagans
Conacmella vagans is een slakkensoort uit de familie van de Assimineidae. De wetenschappelijke naam van de soort is voor het eerst geldig gepubliceerd in 1907 door Hirase.